# 埃尔盖加贝里克
埃尔盖加贝里克（法語：Ergué-Gabéric，法語發音：[ɛʁge gabeʁik]）是法国菲尼斯泰尔省的一个市镇，位于该省南部，省会坎佩尔市区以东，属于坎佩尔区。

## 地理
埃尔盖加贝里克（47°59'46"N, 4°1'21"W）面积39.87 平方千米，位于法国布列塔尼大區菲尼斯泰尔省，该省份为法国最西部的省份，位于布列塔尼半岛西部，北西南三面环大西洋，东临阿摩尔滨海省和莫尔比昂省。
与埃尔盖加贝里克接壤的市镇（或旧市镇、城区）包括：圣埃瓦尔泽克、布列克、埃利扬、朗迪达勒、坎佩尔、圣伊维。

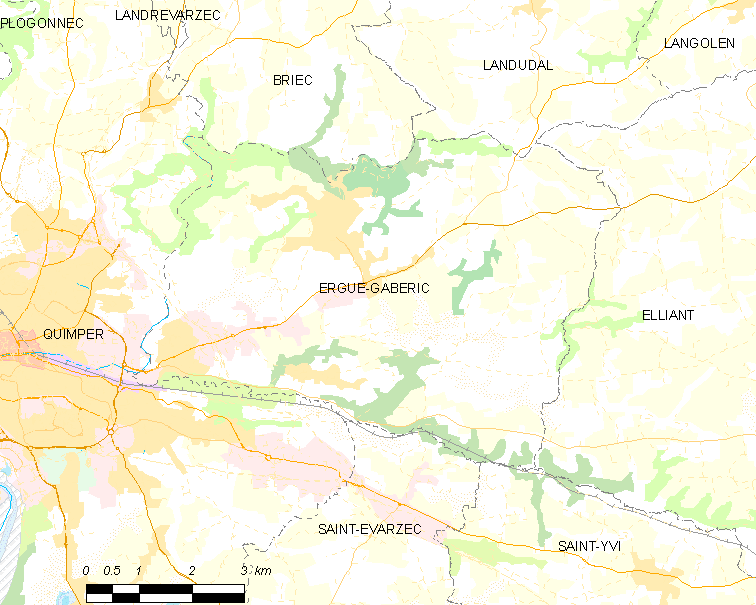
埃尔盖加贝里克的OSM定位图

埃尔盖加贝里克的时区为UTC+01:00、UTC+02:00（夏令时）。

## 行政
埃尔盖加贝里克的邮政编码为29500，INSEE市镇编码为29051。

## 政治
埃尔盖加贝里克所属的省级选区为富埃南县。

## 人口

1962-2008年间埃尔盖加贝里克人口变化图示

埃尔盖加贝里克于2022年1月1日时的人口数量为8576人。